# Parlementaire enquête naar het Zwolsche Diep
De parlementaire enquête naar het Zwolse Diep was een Nederlandse parlementaire enquête in 1856 over de vaargeul het Zwolse Diep. In 1844 was concessie verleend tot landaanwinning en verdieping van het Zwolse Diep. Het Drentse Tweede Kamerlid Petrus van der Veen wilde een onderzoek naar de hinder die scheepvaart en handel in Drenthe en Overijssel ondervonden van deze werkzaamheden. Daarnaast betrok hij de tolheffing die vanwege de landwinning plaatsvond bij het onderzoek. 
De vijf leden tellende commissie stond onder voorzitterschap van oud-Tweede Kamervoorzitter Jan Karel van Goltstein.
Na verhoor van 29 personen, onder wie vooral schippers en ingenieurs, bracht de commissie een vrij technisch verslag uit over de diepte van het vaarwater en de effecten van de landwinning. Ze deed de aanbeveling bij de tolheffing de diepgang van schepen als grondslag te nemen. Verder moest de waterhuishouding in Drenthe en Overijssel worden verbeterd om daar de hogere waterstanden in het Zwolsche Diep beter te kunnen opvangen.

## Enquêtecommissie
- Isaäc Paul Delprat (conservatief)
- Jan Karel van Goltstein (gematigd liberaal)
- Jan Heemskerk Bzn. (liberaal)
- Carel Marius Storm van 's Gravesande (gematigd liberaal)
- Willem Wintgens (gematigd liberaal)